# Баттіста Рота
Баттіста Рота (італ. Battista Rota; 18 липня 1932, Бергамо — 10 липня 2018, там само) — колишній італійський футболіст, що грав на позиції захисника. По завершенні ігрової кар'єри — футбольний тренер.
Виступав за клуби «Аталанта» «Болонья» та СПАЛ, а також олімпійську збірну Італії.

## Клубна кар'єра
Народився 18 липня 1932 року в місті Бергамо. Вихованець футбольної школи клубу «Аталанта». Дорослу футбольну кар'єру розпочав 1950 року в основній команді того ж клубу, в якій провів чотири сезони, взявши участь у 86 матчах чемпіонату. Більшість часу, проведеного у складі «Аталанти», був основним гравцем захисту команди.
Своєю грою за цю команду привернув увагу представників тренерського штабу клубу «Болонья», до складу якого приєднався 1954 року в обмін на Джованні Каттоццо. Відіграв за болонську команду наступні шість сезонів своєї ігрової кар'єри. Граючи у складі «Болоньї» також здебільшого виходив на поле в основному складі команди.
Протягом сезону 1960/61 років захищав кольори клубу СПАЛ.
Завершив професійну ігрову кар'єру у рідній «Аталанті», у складі якої і розпочинав свою кар'єру. Рота прийшов до команди 1961 року, захищав її кольори до припинення виступів на професійному рівні у 1964 році. За цей час виборов титул володаря Кубка Італії (1963).

## Виступи за збірну
1952 року у складі олімпійської збірної Італії провів 2 матчі під час Олімпійських ігор в Гельсінкі.

## Кар'єра тренера
Розпочав тренерську кар'єру невдовзі по завершенні кар'єри гравця, 1966 року, очоливши тренерський штаб клубу «Сереньо».
Того ж року повернувся в рідний клуб і став тренувати молодіжну команду «Аталанти». На останні вісім турів сезону 1969/70 був призначений головним тренером основної команди «Аталанти» після звільнення її попереднього наставника Ренато Геї і зміг врятувати команду від вильоту в Серію С.
З початку наступного сезону очолював «Кремонезе», з якою в першому ж сезоні виграв свою групу в Серії D і вийшов у Серію С, де тренував команду ще протягом 5 сезонів.
1976 року Рота знову став головним тренером «Аталанти» і в першому ж сезоні вивів бергамасків в Серію А, де провів два сезони, після чого його клуб вилетів і Рота ще один сеон тренував команду в Серії Б.
У 1980–1982 роках тренував СПАЛ з Серії Б, після чого став тренером «Модени» з Серії С1, де пропрацював ще один сезон.
1983 року очолив «П'яченцу» з Серії С2 і пропрацював трм п'яти наступних чемпіонатів, вийшовши за цей час до Серії С1 (1984). Після чого двічі займав з командою третє місце, а з третьої спроби підвищився до Серії B (1987), після чого вперше в історії «П'яченци» зміг врятувати команду від вильоту з другого за рівнем дивізіону Італії.
В подальшому очолював нижчолігові «Віченцу», «Палаццоло» (з яким виграв Серію C2 у сезоні 1990/91), «Пергокрему» та «Лекко».
| Дата       | Місто     | Господарі | Результат | Гості  | Турнір  | Голи | Примітки |
| ---------- | --------- | --------- | --------- | ------ | ------- | ---- | -------- |
| 16/07/1952 | Тампере   | США       | 0 – 8     | Італія | ОІ 1952 | -    |          |
| 21/07/1952 | Гельсінкі | Угорщина  | 3 – 0     | Італія | ОІ 1952 | -    |          |
| Усього     |           | Матчів    | 2         |        | Голів   | 0    |          |

## Титули і досягнення

### Як гравця
- Володар Кубка Італії (1):

«Аталанта»: 1962–63